# Phyllodactylus microphyllus
Phyllodactylus microphyllus är en ödleart som beskrevs av  Cope 1876. Phyllodactylus microphyllus ingår i släktet Phyllodactylus och familjen geckoödlor. Inga underarter finns listade i Catalogue of Life.